# Guelatao (métro de Mexico)
Guelatao est une station de la Ligne A du métro de Mexico, dans la délégation Iztapalapa.

## Situation sur le réseau

Plan du métro.

Établie en surface, la station Guelatao de la ligne A du métro de Mexico, est située entre la station Tepalcates, en direction du terminus nord-ouest Pantitlán, et la station Peñón Viejo, en direction du terminus sud-est La Paz.

## Histoire
La station est ouverte en 1991. Son nom vient d'une grande avenue baptisée d'après Guelatao de Juarez, dans l'Oaxaca, le village natal de Benito Juarez, président du Mexique lors de l'intervention française. Le symbole de la station est son visage, car non loin s'élève un célèbre monument du muraliste David Alfaro Siqueiros, populairement appelé "Cabeza de Juárez" (la Tête de Juarez) : c'est littéralement un énorme portrait du défunt président.